# David Tibet
David Tibet, född David Michael Bunting, 5 mars 1960, är en engelsk musiker, mest känd som den enda konstanta medlemmen i Current 93. Tibet har även spelat tillsammans med en mängd andra band, däribland Psychic TV, Nurse With Wound och Death in June. Tillsammans med bland andra Jhonn Balance var han under en tid medlem i den ockulta organisationen Thee Temple ov Psychick Youth.